# Cola gilletii
Cola gilletii är en malvaväxtart som beskrevs av Wildem.. Cola gilletii ingår i släktet Cola och familjen malvaväxter. Inga underarter finns listade i Catalogue of Life.